# Митта, Василий Егорович
Васьле́й (Васи́лий Его́рович) Митта́ (чув. Митта Ваҫлейӗ, 5 марта 1908 — 10 июня 1957) — чувашский поэт, переводчик.

## Биография

### Происхождение
Василий Митта родился в 1908 году в селе Большие Арабуси (ныне село Первомайское, Батыревский район Чувашии) в крестьянской семье.
Получил педагогическое образование в Симбирской чувашской учительской школе, который окончил в 1928 году. В 1928—1929 годах работал учителем Тигашевской школы Батыревского района, в 1929—1930 — заведующим Ходарской школой колхозной молодёжи Шумерлинского района, в 1930—1932 — ответственным секретарём Батыревской районной газеты «Паянхи сас».

### Литературная деятельность
Первые произведения Митты были опубликованы в 1925 году. 
Переехав в Чебоксары, в 1932—1936 годах работал редактором Комитета по радиофикации и радиовещанию при Совнаркоме Чувашской АССР. В 1936—1937 годах был сотрудником Дома народного творчества. Учился заочно в Литературном институте им. А. М. Горького (1935—1937).

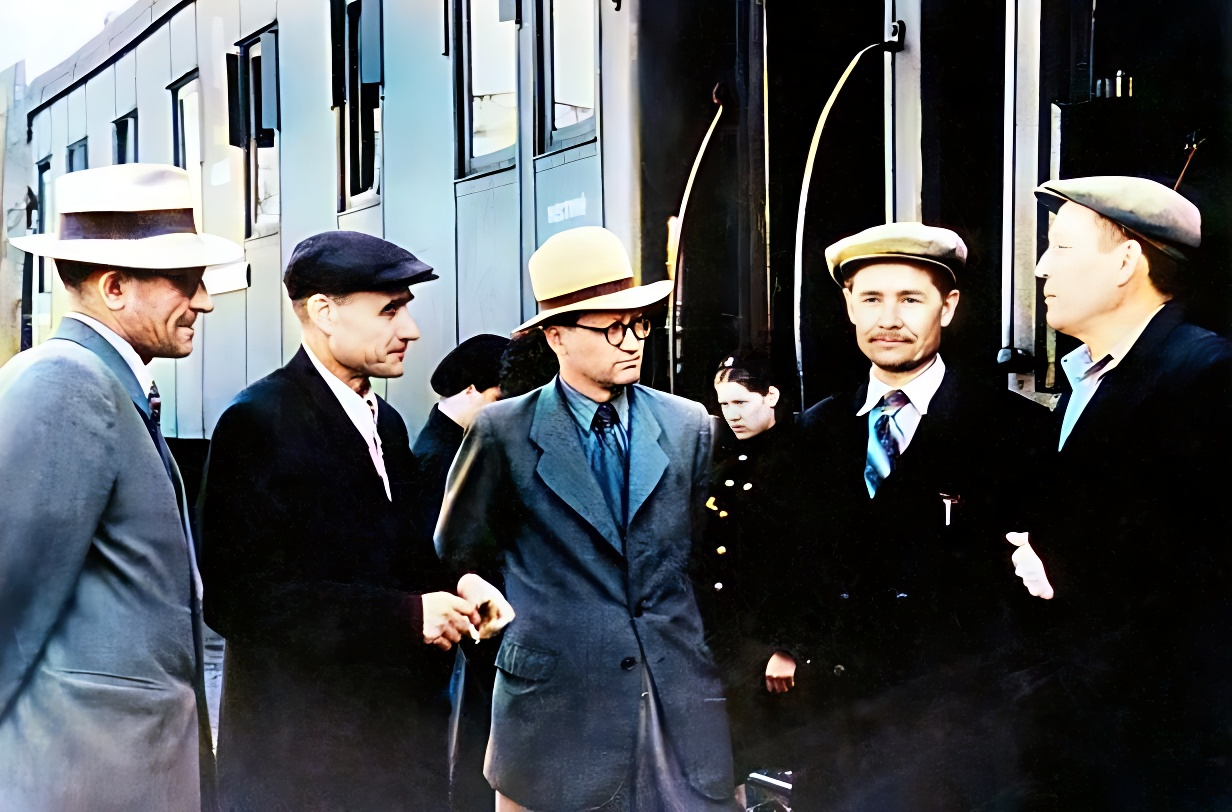
Фото Василий Митта после освобождения

Постановлением спецтройки при НКВД ЧАССР 30 декабря 1937 года был осужден по пп. 10, 11 статьи 58 УК РСФСР с формулировкой: «Не разделяя политики Советской власти в области национального вопроса, вел активную контрреволюционную националистическую деятельность, направленную к срыву мероприятий Советской власти и партии». Срок наказания отбыл в Унженском лагере МВД СССР, освобождён 18 декабря 1947 года. Вновь был арестован 9 февраля 1949 года. Решением Особого совещания от 11 июня 1949 года Митта за принадлежность к антисоветской националистической организации и троцкистской группе был сослан на поселение в Красноярский край. Освобождён в 1954 году. Реабилитирован 30 марта 1955 года.
В 1955—1957 годах работал в литературном журнале «Тӑван Атӑл». 
Он является автором поэм «Подарок любимой» и «Зычный голос», а также поэтических сборников «От души» («Кăмăлтан», 1956) и «Думы и мечты» («Кăмăлăмпа шухăшăм»). Главным темами его произведений были построение социализма и романтика труда. Митта перевёл на чувашский язык ряд произведений А. С. Пушкина (в том числе «Песнь о вещем Олеге» и «Борис Годунов»), М. Горького («Фома Гордеев»), Н. А. Островского («Рождённые бурей») и др.
Похоронен на кладбище родного села.

## Семья

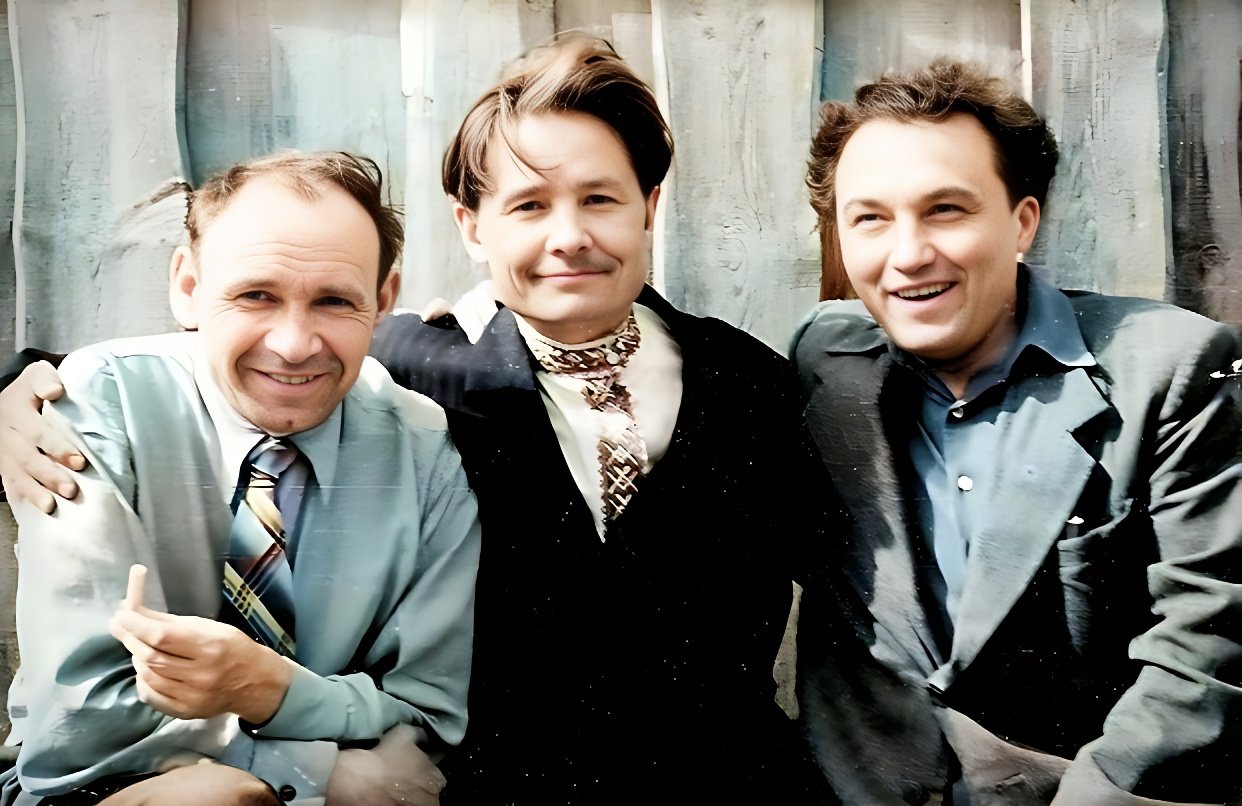
Фото Василий Митта с друзьями — Николай Ильбек, Педер Хузангай (1957 г.)

Родители — Егор и Матрёна (Матриапа), крестьяне. Братья и сёстры:
- Яков Егорович Митта (1917—1931)[3]
- Пётр Егорович Митта (1910—1944) — чувашский писатель, автор юмористических рассказов и фельетонов, переводчик, преподаватель Марпосадского лесотехникума. Репрессирован в 1941 году, умер в заключении[4][5][2].
- Александра Егоровна Митта (12 апреля 1913 — 6 октября 1989). Замужем за Василием Яковлевичем Емелюковым (9 января 1913 — 4 января 1977), гвардии рядовым 98-го гвардейского миномётного полка (награждён медалью «За отвагу»)[6].
- Иван Егорович Митта (1915—1942) — погиб во время Туапсинской оборонительной операции в Великую Отечественную войну[7][3][8].
- Николай Егорович Митта (1923—1943) — пропал без вести в Великую Отечественную войну[9].

Жена — Нонна Кирилловна Еремеева-Митта. Дочери: Нарспи, Сильби (Сильпи), Илемпи.

## Память
В 1983 году был учреждён Республиканский фонд имени Васлея Митты, присуждающий ежегодную премию Васьлея Митты за особые достижения в развитие чувашской культуры.
5 марта 1988 года на доме по улице К. Маркса в Чебоксарах, где жил В. Е. Митта, была установлена мемориальная доска.
Именем Васьлея Митты была названа улица В селе Первомайское.
В 2000 году именем поэта была названа Чувашская национальная гимназия (позднее — школа № 20, с углублённым изучением отдельных предметов) в Новочебоксарске.